# Joan Beggs Chapin
Joan Beggs Chapin (ur. 8 lutego 1929 w Saint Louis, zm. 30 grudnia 2014 w Kansas City) – amerykańska entomolog.
Jej ojcem był Thomas P. Beggs i Myra H. Beggs, a bratem James H. Beggs. Stopień bakałarza zoologii uzyskała na Kansas State University, a stopień magistra i potem doktora entomologii na Louisiana State University. Pracowała jako kuratorka zbioru owadów na Louisiana State University. Wykładała na tej uczelni również taksonomię owadów. Przed odejściem na emeryturę zatrudniona była jako profesor w LSU Entomology Agricultural Center.
Naukowo zajmowała się m.in. chrząszczami z rodziny biedronkowatych i stonkowatych oraz z podrodziny kornikowatych, ale publikowała też o pluskwiakach z rodziny tarczówkowatych, karaczanach czy rośliniarkach.
Na jej cześć nazwano m.in. rodzaj Chapiniula czy gatunek Neofidia chapini.